# Província de València
La província de València (València/Valencia, ambdós topònims oficials) és una província d'Espanya. Situada centralment al País Valencià, limita a l'est amb la mar Mediterrània, al nord amb la província de Castelló, amb la província de Terol al nord-oest, amb la província de Conca i amb la província d'Albacete a l'oest i la província d'Alacant al sud. El seu govern i administració correspon a la Diputació de València.
El 2007, el 70% dels habitants de la província (1.738.690) vivien a l'àrea metropolitana de la capital. A més de València, els municipis destacats són Gandia, Torrent, Sagunt, Paterna, Alzira, Ontinyent, Xàtiva, Algemesí, Sueca, Requena i Bunyol.
- Població (2009): 2.575.362 habitants.
- Extensió: 10.763 km².
- Densitat de població: 219,17 hab/km².
- Capital: València
- Nombre d'escons: 16 al Congrés dels Diputats i 40 a les Corts Valencianes.
- Idioma oficial: valencià i castellà

## Geografia
Muntanyosa a l'interior, la província de València presenta una relativament extensa plana litoral formada per terrenys d'al·luvió que serveix de seient a la fèrtil Horta de València. El litoral és baix, sorrenc i d'aigües poc profundes, sense altre accident geogràfic que el del cap de Cullera, i pertany íntegrament al golf de València, que s'estén des del cap de la Nau al d'Orpesa.
Els dos rius principals que travessen el seu territori són el Túria (que desemboca a la rodalia de València ciutat, després d'haver estat desviat la seva llera) i el Xúquer (que desemboca a Cullera), entre els quals s'estén un estany litoral que rep el nom d'Albufera de València. Altres rius destacables són el Palància, que desemboca prop de Sagunt, i el Serpis, que desemboca a Gandia.

## Població

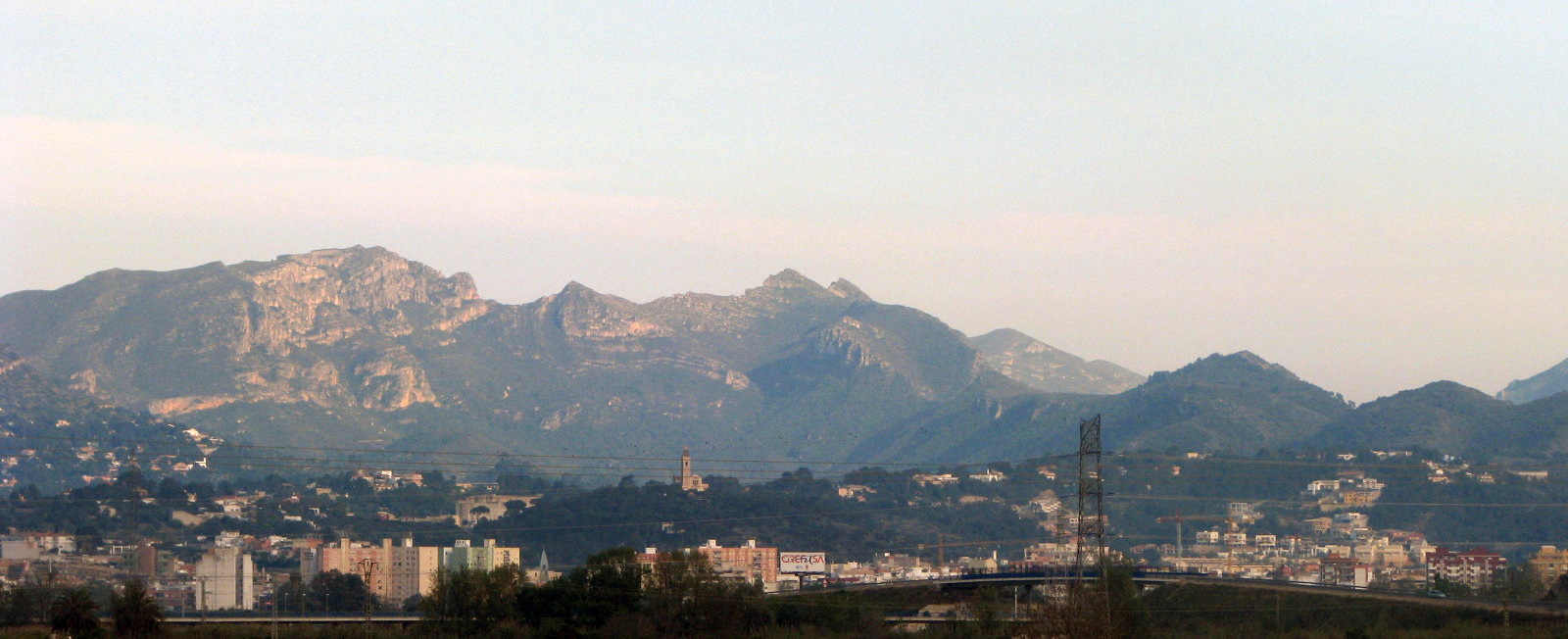
Panoràmica d'Alzira

Pel que fa a la seua evolució durant l'època estadística, cal dir que entre els censos de 1857 i 1910, la província de València era la segona més poblada d'Espanya, després de la de Barcelona, la qual, des del 1920 va ser superada per Madrid; des d'aleshores, València ha estat ininterrompudament la tercera província d'Espanya per població. Segons el cens INE 2008, té 2.543.209 habitants, el que representa un 5,50% del total nacional.
El 10,1% de la població censada a la província el 2007 és de nacionalitat estrangera, percentatge molt similar a la mitjana nacional (9,9%). El 42,9% dels estrangers procedeix d'altres països d'Europa (fonamentalment romanesos, búlgars i britànics), el 37,7% és originari d'Iberoamèrica (principalment, d'Equador, Colòmbia i Bolívia), i un 13,7% prové del continent africà (principalment del Marroc).

## Confusió terminològica del nom de la província
Una vegada el 1833 es crea la província de València i no hi ha cap referent territorial oficial que agrupe el conjunt dels territoris pertanyents al vell Regne de València, fins al 1982, la inexistència d'un nom comú diferent del de una de las tres províncies tendirà a crear “confusions i distàncies, dobles sentits, reticències i, en definitiva, pèrdua de presència del nom identificador de valencians com a igualment propi dels qui han quedat fora de la província de València”.
Abans de la divisió provincial “era rigorosament impossible – era impensable – parlar de «valencians», «castellonencs» i «alacantins» com a tres conjunts humans i territorials diferents”; després de la divisió serà “tan freqüent i habitual que arriba a produir «identitats provincials» definides pels límits administratius”.
| Població    | 606.608   | 733.978   | 806.556   | 884.298   | 926.442   | 1.042.154 | 1.256.633 | 1.347.912 |
| Percentatge | 3,92%     | 4,18%     | 4,33%     | 4,42%     | 4,33%     | 4,40%     | 4,83%     | 4,79%     |
|             | 1960      | 1970      | 1981      | 1991      | 1996      | 2001      | 2006      | 2008      |
| Població    | 1.429.708 | 1.767.327 | 2.066.413 | 2.141.114 | 2.172.840 | 2.227.170 | 2.463.592 | 2.543.209 |
| Percentatge | 4,67%     | 5,20%     | 5,48%     | 5,43%     | 5,48%     | 5,42%     | 5,51%     | 5,51%     |

## Educació
En tota la província hi ha més de 1800 centres educatius entre col·legis, escoles infantils, escoles de música, educació d'adults, etc. La majoria d'ells, 1286 centres, estan dedicats a l'educació oficial d'infantil, primària i secundària, es tracta col·legis, escoles infantils i instituts.
Pel que fa a la titularitat d'aquests, ens trobem amb 552 centres privats i 764 centres públics. Destaca la gran quantitat de centres privats estrangers, amb un total de 12 en tota la província.

## Divisió comarcal
Conté les següents comarques:
- El Camp de Túria - Capital : Llíria
- El Camp de Morvedre - Capital : Sagunt
- La Canal de Navarrés- Capital : Énguera
- La Costera - Capital : Xàtiva
- La Foia de Bunyol - Capital : Xiva
- València - Capital :València
- L'Horta Nord - Capital : Puçol
- L'Horta Sud - Capital : Torrent
- La Plana d'Utiel - Capital : Requena
- El Racó d'Ademús - Capital : Ademús
- La Ribera Alta - Capital : Alzira
- La Ribera Baixa - Capital : Sueca
- La Safor - Capital : Gandia
- Els Serrans - Capital : Xelva
- La Vall d'Albaida - Capital : Ontinyent
- La Vall de Cofrents - Capital : Aiora